# Белоглазово (Торопецкий район)
Белоглазово — деревня в Торопецком районе Тверской области. Входит в состав Скворцовского сельского поселения.

## География
Деревня расположена в 20 км (по автодороге — 30 км) к юго-западу от районного центра Торопец. Ближайшие населенные пункты — деревни Тарасово и Худобино.
Климат
Деревня, как и весь район, относится к умеренному поясу северного полушария и находится в области переходного климата от океанического к материковому. Лето с температурным режимом +15…+20 °С (днём +20…+25 °С), зима умеренно-морозная −10…-15 °С; при вторжении арктического воздуха до −30…-40 °С.
Среднегодовая скорость ветра 3,5-4,2 метра в секунду.

## История
В списке населённых мест Псковской губернии за 1885 год значится деревня Белоглазово. Располагалась при ручье в 27 верстах от уездного города. Входила в состав Плотиченской волости Торопецкого уезда. Имела 5 дворов и 50 жителей.
До 2005 года деревня входила в состав Пятницкого сельского округа.

## Население
| 2010 |
| ---- |
| 27   |

Население по переписи 2002 года — 49 человек.
Национальный состав
Согласно результатам переписи 2002 года, в национальной структуре населения русские составляли 63 % от жителей.